# 14e étape a du Tour de France 1935
Pour un article plus général, voir Tour de France 1935.
La 14e étape a du Tour de France 1935 s'est déroulée le 19 juillet.
Il s'agit d'une demi-étape qui relie Montpellier (Hérault) à Narbonne (Aude), au terme d'un parcours de 103 kilomètres.
Le Français René Le Grevès gagne l'étape tandis que le Belge Romain Maes conserve la tête du classement général.

## Classements

### Classement de l'étape
| \| Classement de l'étape \| Classement de l'étape \| Classement de l'étape \| Classement de l'étape \| Classement de l'étape \| \| Coureur \| Coureur \| Pays \| Équipe \| Temps \| \| --------------------- \| --------------------- \| --------------------- \| ------------------------- \| --------------------- \| \| 1er \| René Le Grevès \| France \| \| \| \| 2e \| Jean Aerts \| Belgique \| Alcyon-Dunlop \| \| \| 3e \| Charles Pélissier \| France \| Génial Lucifer-Hutchinson \| \| \| 4e \| Georges Speicher \| France \| \| \| |                   |          |                           |       |
| |                   |          |                           |       |
| |                   |          |                           |       |
| Classement de l'étape |                   |          |                           |       |
| Coureur | Coureur           | Pays     | Équipe                    | Temps |
| 1er | René Le Grevès    | France   |                           |       |
| 2e | Jean Aerts        | Belgique | Alcyon-Dunlop             |       |
| 3e | Charles Pélissier | France   | Génial Lucifer-Hutchinson |       |
| 4e | Georges Speicher  | France   |                           |       |

### Classement général à l'issue de l'étape
| \| Classement général \| Classement général \| Classement général \| Classement général \| Classement général \| \| Coureur \| Coureur \| Pays \| Équipe \| Temps \| \| ------------------ \| ------------------ \| ------------------ \| ------------------ \| ------------------ \| \| 1er \| Romain Maes \| Belgique \| Alcyon-Dunlop \| \| \| 2e \| Francesco Camusso \| Italie \| Legnano-Wolsit \| \| \| 3e \| Georges Speicher \| France \| \| \| \| 4e \| Ambrogio Morelli \| Italie \| \| \| \| 5e \| Félicien Vervaecke \| Belgique \| Alcyon-Dunlop \| \| \| 6e \| Sylvère Maes \| Belgique \| \| \| \| 7e \| Jules Lowie \| Belgique \| \| \| \| 8e \| René Vietto \| France \| Helyett-Hutchinson \| \| \| 9e \| Gabriel Ruozzi \| France \| \| \| \| 10e \| Maurice Archambaud \| France \| \| \| |                    |          |                    |       |
| |                    |          |                    |       |
| |                    |          |                    |       |
| Classement général |                    |          |                    |       |
| Coureur | Coureur            | Pays     | Équipe             | Temps |
| 1er | Romain Maes        | Belgique | Alcyon-Dunlop      |       |
| 2e | Francesco Camusso  | Italie   | Legnano-Wolsit     |       |
| 3e | Georges Speicher   | France   |                    |       |
| 4e | Ambrogio Morelli   | Italie   |                    |       |
| 5e | Félicien Vervaecke | Belgique | Alcyon-Dunlop      |       |
| 6e | Sylvère Maes       | Belgique |                    |       |
| 7e | Jules Lowie        | Belgique |                    |       |
| 8e | René Vietto        | France   | Helyett-Hutchinson |       |
| 9e | Gabriel Ruozzi     | France   |                    |       |
| 10e | Maurice Archambaud | France   |                    |       |